# Circonscription autonomique de Tolède
Ne doit pas être confondu avec Circonscription électorale de Tolède.
La circonscription électorale de Tolède est l'une des cinq circonscriptions électorales de Castille-La Manche pour les élections aux Cortes de Castille-La Manche.
Elle correspond géographiquement à la province de Tolède.

## Synthèse
| AP & alliés |       | 6  | 4  |    |    |    |    |    |    |   |   |   |  |  |  |
| CDS         |       |    | 1  |    |    |    |    |    |    |   |   |   |  |  |  |
| PSOE        |       | 5  | 6  | 6  | 6  | 6  | 7  | 6  | 6  | 4 | 5 | 5 |  |  |  |
| PP          |       |    |    | 5  | 5  | 5  | 4  | 5  | 6  | 4 | 3 | 3 |  |  |  |
| Podemos     |       |    |    |    |    |    |    |    |    | 1 |   |   |  |  |  |
| Cs          |       |    |    |    |    |    |    |    |    |   | 1 |   |  |  |  |
| Vox         |       |    |    |    |    |    |    |    |    |   |   | 1 |  |  |  |
|             |       |    |    |    |    |    |    |    |    |   |   |   |  |  |  |
| Total       | Total | 11 | 11 | 11 | 11 | 11 | 11 | 11 | 12 | 9 | 9 | 9 |  |  |  |

## Résultats détaillés

### 1983
| Parti     | Parti | Députés élus |
| --------- | ----- | --- |
| AP-PDP-UL |       | José Lara Alén, Mariano Díez Moreno, José María Tradacete de Torres, Fernando Chueca Aguinaga, Jesús María Ruiz-Ayúcar Alonso, María del Sagrario Bua Rojas |
| PSCM-PSOE |       | Florencio Alonso Blanco, Julián Checa Checa, Fortunio Parla Cándenas, Germán Díaz Blanco, Vidal Gallego Gutiérrez                                           |

- Germán Díaz (PSCM-PSOE) est remplacée en mars 1984 par Alejandro Ramos Rivera.

### 1987
| Parti     | Parti | Députés élus |
| --------- | ----- | --- |
| PSCM-PSOE |       | José Bono, Agustín Jiménez Crespo, Alejandro Ramos Rivera, Francisco Javier Corrochano Moreno, Francisco Ortiz Fernández, Mariano Castillo Alcalá |
| AP        |       | José Lara Alén, Jesús María Ruiz-Ayúcar Alonso, Jesús García Cobacho, Miguel Ángel Pérez Cabezas de Herrera                                       |
| CDS       |       | María Dolores Calvo Cirujano |

### 1991
| Parti     | Parti | Députés élus |
| --------- | ----- | --- |
| PSCM-PSOE |       | José Bono, Alejandro Alonso Núñez, Jerónimo Ros Campillo, María Victoria Pérez Maestu, Jaime Pérez Sánchez, Mariano Privado Gutiérrez |
| PP-CLM    |       | José Manuel Molina, María Piedad Rodríguez Muñoz, Blas Felipe Fernández Sánchez, Jesús Agustín Terrón Cantón, Jesús García Cobacho    |

- Victoria Pérez (PSCM-PSOE) est remplacée en juillet 1993 par Jesús Velázquez García-Bueno.
- Agustín Terrón (PP-CLM) est remplacé en mars 1995 par Alfonso Carlos Martín Díaz-Guerra.

### 1995
| Parti     | Parti | Députés élus |
| --------- | ----- | --- |
| PSCM-PSOE |       | José Bono, Joaquín Manuel Sánchez Garrido, María del Carmen Blázquez Martínez, José Miguel Camacho Sánchez, Gustavo Figueroa Cid, Natividad Martínez Argumánez |
| PP-CLM    |       | José Manuel Molina, Gonzalo Payo Subiza, José Antonio Rodríguez Trujillo, Blas Felipe Fernández Sánchez, César Gómez Benayas                                   |

- Blas Fernández (PP-CLM) est remplacé en juillet 1995 par Francisco Rodríguez-Osorio Medina.
- José Miguel Camacho (PSCM-PSOE) est remplacé en juillet 1995 par María Mercedes Giner Llorca.

### 1999
| Parti     | Parti | Députés élus |
| --------- | ----- | --- |
| PSCM-PSOE |       | José Bono, Emiliano García-Page, Natividad Martínez Argumánez, María Nieves Arriero Bernabé, Gregorio Jesús Fernández Vaquero, María Mercedes Giner Llorca |
| PP-CLM    |       | Agustín Conde Bajén, Carmen Riolobos, César Gómez Benayas, Miguel Ángel Ruiz-Ayúcar Alonso, Gonzalo Payo Subiza                                            |

- Miguel Ángel Ruiz-Ayúcar (PP-CLM) ne siège pas et est remplacé dès l'ouverture de la législature par Leandro Esteban Villamor.
- Gonzalo Payo (PP-CLM) est remplacé en septembre 2002 par Jesús Rodríguez Camaño.

### 2003
| Parti     | Parti | Députés élus |
| --------- | ----- | --- |
| PSCM-PSOE |       | José Bono, María Mercedes Giner Llorca, Emiliano García-Page, María Nieves Arriero Bernabé, Gregorio Jesús Fernández Vaquero, Ana María Garrido González, Antonio Guijarro Rabadán |
| PP-CLM    |       | Leandro Esteban Villamor, Sagrario Gutiérrez Fernández, César Gómez Benayas, Jesús Rodríguez Camaño                                                                                |

- José Bono (PSCM-PSOE) est remplacé en avril 2004 par Verónica López Seseña.

### 2007
| Parti     | Parti | Députés élus |
| --------- | ----- | --- |
| PSCM-PSOE |       | José María Barreda, María Mercedes Giner Llorca, Gregorio Jesús Fernández Vaquero, María Nieves Arriero Bernabé, Antonio Guijarro Rabadán, Ana María Garrido González |
| PP-CLM    |       | María Dolores de Cospedal, Vicente Tirado Ochoa, Natalia Tutor de Urueta, Leandro Esteban Villamor, Carmen Riolobos                                                   |

- Carmen Riolobos (PP-CLM) est remplacée en avril 2008 par José Manuel Velasco Retamosa.

### 2011
| Parti     | Parti | Députés élus |
| --------- | ----- | --- |
| PP-CLM    |       | María Dolores de Cospedal, Vicente Tirado Ochoa, Carmen Riolobos, Leandro Esteban Villamor, Rocío López González, Jesús Labrador Encinas       |
| PSCM-PSOE |       | José María Barreda, María Mercedes Giner Llorca, Gregorio Jesús Fernández Vaquero, Raquel Vetas Rueda, Fernando Mora Rodríguez, Milagros Tolón |

- Carmen Riolobos (PP-CLM) est remplacée en décembre 2011 par Carolina Agudo Alonso.
- Rocío López (PP-CLM) est remplacée en décembre 2011 par María del Olmo Lozano après renonciation de José Jaime Alonso.
- José María Barreda (PSCM-PSOE) est remplacé en décembre 2011 par José Luis González Durán.
- Jesús Labrador (PP-CLM) est remplacé en janvier 2012 par Carlos Velázquez Romo.

### 2015
| Parti     | Parti | Députés élus                                                                                                |
| --------- | ----- | --- |
| PP-CLM    |       | María Dolores de Cospedal, Vicente Tirado Ochoa, Carmen Riolobos, Carlos Velázquez Romo                     |
| PSCM-PSOE |       | Emiliano García-Page, Agustina García Élez, Gregorio Jesús Fernández Vaquero, María del Rosario García Saco |
| Podemos   |       | José García Molina                                                                                          |

- Carmen Riolobos (PP-CLM) ne siège pas et est remplacée dès l'ouverture de la législature par Claudia Alonso Rojas.
- María Dolores de Cospedal (PP-CLM) est remplacée en novembre 2015 par Carolina Agudo Alonso.
- Agustín Élez (PSCM-PSOE) est remplacée en avril 2017 par Fernando Mora Rodríguez.
- José García (Podemos) est remplacée en août 2017 par María Díaz García.
- Vicente Tirado (PP-CLM) démissionne en mai 2019 mais n'est pas remplacé.

### 2019
| Parti     | Parti | Députés élus |
| --------- | ----- | --- |
| PSCM-PSOE |       | Emiliano García-Page, Diana López Gómez, Fernando Mora Rodríguez, María del Rosario García Saco, José Antonio Contreras Nieves |
| PP-CLM    |       | Francisco Javier Núñez Núñez, Carolina Agudo Alonso, Emilio Bravo Peña                                                         |
| Cs        |       | David Muñoz Zapata |

- Carolina Agudo (PP-CLM) est remplacée en juillet 2019 par María Gema Guerrero García-Agustino.

### 2023
| Parti     | Parti | Députés élus |
| --------- | ----- | --- |
| PSCM-PSOE |       | Emiliano García-Page, María Paloma Sánchez Garrido, Fernando Mora Rodríguez, María del Rosario García Saco, José Antonio Contreras Nieves |
| PP-CLM    |       | Francisco Javier Núñez Núñez, Carolina Agudo Alonso, Santiago Serrano Godoy                                                               |
| Vox       |       | David Moreno Ramos |